# فیلتر فلزی
فیلتر فلزی (به انگلیسی: Metal Filter) برای جداسازی ذرات معلق در هوا به‌کار می‌رود و معمولاً از جنس گالوانیزه یا آلومینیوم است و عموماً به عنوان پیش‌فیلتر در سامانه‌های تصفیه هوا مورد استفاده قرار می‌گیرد. این فیلتر از چندین ورقه مشبک فلزی که به صورت چین‌خورده هستند
و روی یکدیگر در داخل یک قاب فلزی مستقر شده‌اند، تشکیل شده‌است. نحوه قرارگیری این ورقه‌های مشبک در داخل قاب از ورقه‌های با چشمه‌های بزرگتر به ریزتر بوده و قابلیت جداسازی ذرات با قطر بیشتر از یک میلی‌متر را دارد.

## مشخصات فنی
افت فشار اولیه در این فیلترها در جریان هوای ۳۴۰۰ مترمکعب در ساعت در حدود ۱۰ الی ۲۰ پاسکال است. این فیلترها در ابعاد مختلفی ساخته می‌شوند اما ابعاد استاندارد آن‌ها برابر ۵۰×۳۰۰×۶۰۰ و ۵۰×۶۰۰×۶۰۰ میلی‌متر است.

## مزایا و کاربرد
یکی از مهم‌ترین مزایا فیلترهای فلزی بر خلاف دیگر فیلترهای هوا، قابلیت شستشوی آن‌ها است که از لحاظ اقتصادی بسیار مقرون به صرفه می‌باشد مزیت دیگر آن در قیاس با دیگر فیلترهای هوا ایجاد افت فشار کمتر در مسیر جریان هوا است. کاربرد عمده این فیلترها در دستگاه‌های هواساز است. 